# 披针形斑叶稠李
披针形斑叶稠李（学名：Padus maackii f. lanceolata）为蔷薇科稠李属斑叶稠李下的一个变型。

## 扩展阅读
- 維基物種上的相關：披针形斑叶稠李